# Quadcross of European Nations
De Quadcross of European Nations (QXoN) is een door de Fédération Internationale de Motocyclisme (FIM) georganiseerd jaarlijks Quadcross-wedstrijd voor landenteams. Elk team mag drie deelnemers afvaardigen. 

## Historiek
Aanvankelijk namen er enkel Europese landen deel, maar dit is uitgebreid naar de rest van de wereld. Vanaf 2017 namen de Verenigde Staten, Argentinië en Australië deel en een jaar later ook Canada.

## Erelijst
| Jaar | Locatie                      | Winnaar                                                            |
| ---- | ---------------------------- | ------------------------------------------------------------------ |
| 2009 | Jauer (Duitsland)            | Frankrijk (Romain Couprie, Matthieu Ternynck & Adrian Mangieu)     |
| 2010 | Sverepec (Slovakije)         | Italië (Nicola Montalbini, Emanuelle Giovanelli & Mattia Torraco)  |
| 2011 | Jauer (Duitsland)            | België (Davy De Cuyper, Nikky Vaes & Jan Vlaeymans)                |
| 2012 | Oss (Nederland)              | Frankrijk (Romain Couprie, Matthieu Ternynck & Jeremie Warnia)     |
| 2013 | Cingoli (Italië)             | Afgelast wegens dodelijk ongeval                                   |
| 2014 | Markelo (Nederland)          | Nederland (Mike van Grinsven, Joe Maessen & Ingo ten Vregelaar)    |
| 2015 | Schwedt (Duitsland)          | Nederland (Mike van Grinsven, Joe Maessen & Ingo ten Vregelaar)    |
| 2016 | Gueugnon (Frankrijk)         | Frankrijk (Yoann Gillouin, Antoine Cheurlin & Adrien Mangieu)      |
| 2017 | Cingoli (Italië)             | Verenigde Staten (Chad Wienen, Joel Hetrick & Thomas Brown)        |
| 2018 | Slagelse (Denemarken)        | Verenigde Staten (Chad Wienen, Jeffrey Rastrelli & Thomas Brown)\| |
| 2019 | Schwedt (Duitsland)          | Verenigde Staten (Chad Wienen, Joel Hetrick & Thomas Brown)        |
| 2020 | Varsseveld (Nederland)       | Afgelast omwille van de Covid-19-pandemie                          |
| 2021 | Sainte-Radegonde (Frankrijk) | Ierland (Mark Mclernon, Justin Reid en Dean Dillon)                |

### Overwinningen per land
| Positie | Land             | Overwinningen |
| ------- | ---------------- | ------------- |
| 1       | Frankrijk        | 3             |
|         | Verenigde Staten | 3             |
| 3       | Nederland        | 2             |
| 4       | Italië           | 1             |
|         | België           | 1             |
|         | Ierland          | 1             |